# Aeroporto de Leopoldina
O Aeroporto de Leopoldina, (IATA: LEP, ICAO: SNDN), serve a cidade de Leopoldina, Minas Gerais. Possui uma pista asfaltada de 1.300 metros de extensão. Utilizado basicamente por aeronaves particulares e governamentais. 